# トラ (聖書)
トラ（英語: Tola 、ヘブライ語: תּוֹלָע (トーラー)、古代ギリシア語: Θαλά 、(タラ)、「緋色の布」の意）は、旧約聖書の登場人物。
1. イサカルの子。イサカルの父ヤコブと同行して、エジプトに移住した（創世記 46:8、13）。彼の子孫は数が増えたのでトラ人と呼ばれるようになり（民数記 26:23）、ダビデ王の時代には、彼の氏族から勇士が二万二千六百人いた（歴代誌上 7:1-2）。
2. ドドの孫であり、プアの子。イサカル族出身。アビメレクの死後、エフライムの山地シャミルに住んで、二十三年間士師としてイスラエルを裁いた。彼の士師としての業績は聖書に何も記されていない。彼は死後シャミルに葬られた（士師記 10:1-2）。